# Barnekow (Adelsgeschlecht)

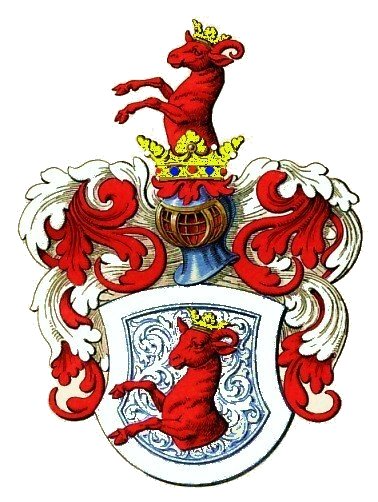
Stammwappen der rügischen von Barnekow

Barnekow ist der Name zweier, dem Uradel Mecklenburgs († 16. Jh.) und Pommerns bzw. dem Rügens zugehöriger Familien, die miteinander nicht stammverwandt waren.

## Das mecklenburgische Geschlecht von Barnekow
Die mecklenburgischen Barnekows waren niederdeutscher Herkunft. Ihren Familiennamen entlehnten sie vom Dorf Barnekow bei Wismar.
Zuerst urkundlich wird die Familie mit dem Stammvater Alverich Barnekow (1230/1271) erwähnt. Das Ratzeburger Zehntregister von 1230 listete ihn unter seinem Vornamen auf. Als Mitglied der Burgbesatzung der Mecklenburg und darauf der neuen Landesburg in Wismar zählte Alverich Barnekow zu den Räten Johanns I. und Heinrichs I. von Mecklenburg. Seine Nachkommen begründeten vier Linien. Davon war die Ende des 14. Jahrhunderts ausgestorbene Linie Roggenstorf mit den landesherrlichen Räten Ulrich Barnekow (1303/1318), Heinrich Barnekow (1318/1337) und Raven Barnekow (1333/1378) am bedeutendsten. Diese drei Räte zählten zum engsten Umfeld Heinrichs II. und Albrechts II. von Mecklenburg und erwarben als Kriegsunternehmer in deren Diensten verschiedene Pfandvogteien in Mecklenburg. Weitere Pfandgüter erwarb die Familie in Schweden unter Albrecht III.
Demgegenüber trat die vom landesherrlichen Rat Reimar Barnekow (1279/1306) begründete Linie Gustävel in der landespolitischen Bedeutung weit zurück. Mit dem Verkauf des verschuldeten Guts Gustävel bei Schwerin verschwand die Familie Barnekow am Ende des 16. Jahrhunderts endgültig aus der mecklenburgischen Ritterschaft.

### Wappen
Die mecklenburgischen Barnekows und die mit ihnen stammverwandte Familie Rütz führten als Wappen eine Stierstirn über einem Flug. Zufolge der farbigen Abbildung im Armorial Bellenville vom Ende des 14. Jahrhunderts besaß das Wappen folgende Tingierung: Auf silbernem Grund eine rote Stierstirn über einem schwarzen Adlerflug. In Siebmachers Wappenbuch von 1902 ist blasoniert: in Rot zwei nebeneinander gestellte goldene Flüge mit herabhängenden Federn, darüber ein Stirngehörn mit goldenen Hörnern. Auf dem Helm mit rot-goldenen Decken eine Kugel besteckt mit Pfauenfedern.

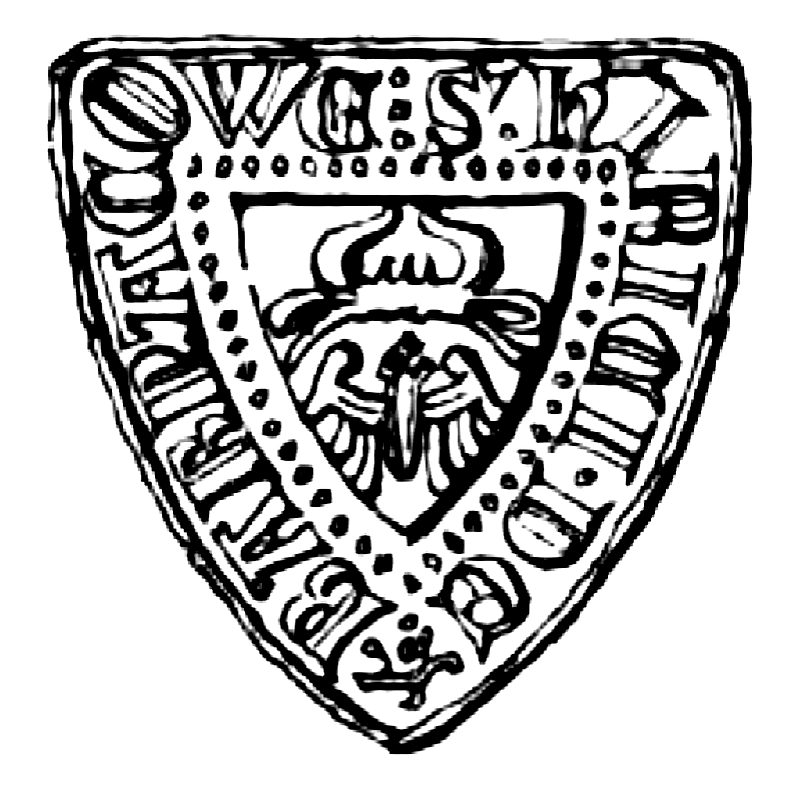
Siegel des Heinrich von Barnekow, Ritter 1333
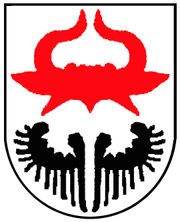
Wappen des mecklenburgischen Adelsgeschlechts Barnekow im Armorial Bellenville
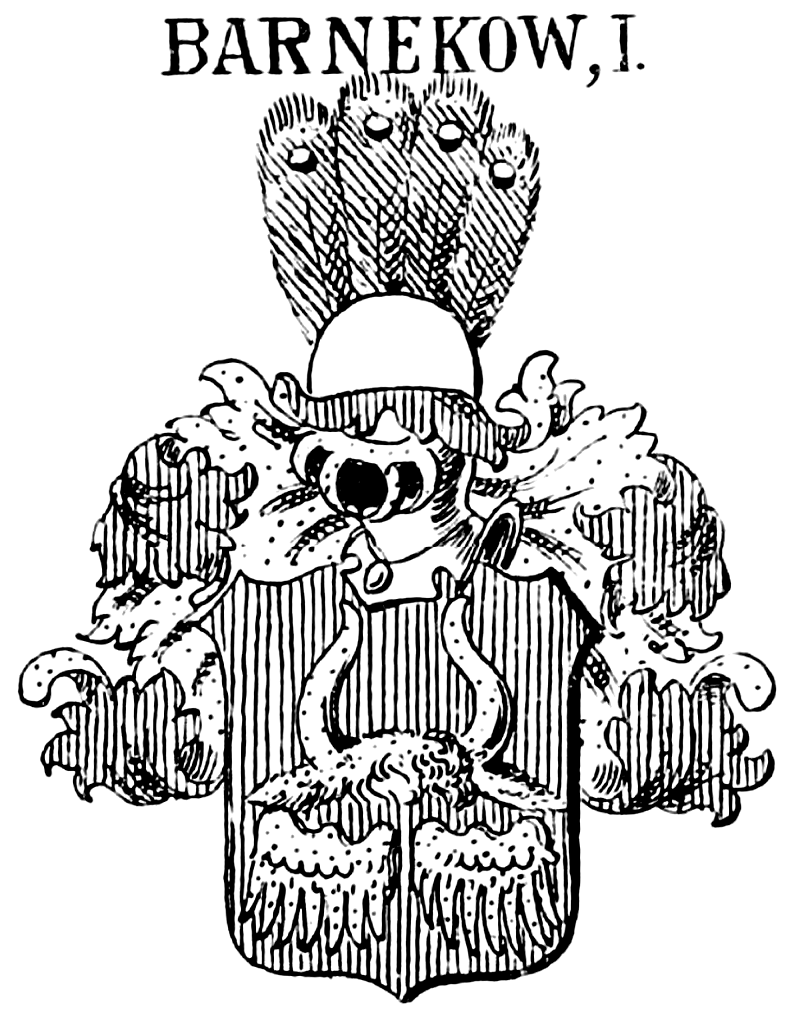
Wappen derer von Barnekow (Mecklenburg) in Johann Siebmachers Wappenbüchern, 1902

## Das rügische Geschlecht von Barnekow
Die rügischen Barnekows waren slawischer Herkunft. Ort und Gut Klein Kubbelkow gehörten seit dem 14. Jahrhundert bis 1945 der Familie. Das von der Familie bewirtschafte Gut Klein Kubbelkow mit dem Gutshaus von 1908 und dem Gutspark von um 1700, der um 1860 erweitert wurde. Am 25. April 1825 erteilt König Friedrich Wilhelm III. für Christoph Gottlieb Bogislav von Barnekow ein Freiherrendiplom. Das Erbbegräbnis der Klein Kubbelkower befand sich in der Kirche zu Bergen. Zu Ralswiek saß die Familie mit Abständen, auch wieder ab 1679.
Neben dem konstant 308 ha großen Rittergut, 1914 in der Hand der Witwe von Barnekow, Klein Kubbelkow konnte mit Alt-Marrin im hinterpommerschen Kreis Kölberg ein weiteres Gut mit 1017 ha bis 1945 gehalten werden.

### Wappen
Das Stammwappen der rügischen Barnekows zeigt im silbernen Felde einen rechtspringenden (bekrönten) halben roten Widder. Auf dem Helm mit rot-silbernen Decken (zwischen Pfauenfedern) der Widder wachsend.

## Bekannte Familienmitglieder
- Christoph Gottlieb Bogislav von Barnekow (1740–1829), preußischer Oberforstmeister und Gutsbesitzer
- Gustav Friedrich Wilhelm von Barnekow (1779–1838), preußischer Generalmajor
- Albert von Barnekow (1809–1895), preußischer General der Infanterie
- Gustav von Barnekow (1816–1882), preußischer Generalleutnant
- Ulrich Karl Adolf von Barnekow (1816–1883), preußischer Generalmajor
- Friedrich von Barnekow (1848–1908), deutscher Verwaltungsbeamter
- Henning Marten Christoph von Barnekow (1859–1944), preußischer Generalmajor
- Marten von Barnekow (1900–1967), deutscher Springreiter
- Lizbeth von Barnekow (* um 1940), dänische Badmintonspielerin